# Geschiedenis van Japan
Dit artikel beoogt een overzicht te geven van de geschiedenis van Japan.
Japan is een eilandengroep. Het ligt vrijwel geheel in de gematigde klimaatzone. Er valt veel neerslag en de bodem is er tamelijk vruchtbaar. Hoewel Japan op niet al te grote afstand van het vasteland van Azië ligt, lag het wel altijd in de periferie. Het heeft daardoor een tamelijk bescheiden rol in de wereldgeschiedenis gespeeld. 

De Japanse beschaving werd diepgaand en langdurig beïnvloed door China. De geschiedenis van Japan in strikte zin begint op het moment dat de invloed van de Chinese beschaving zich in den brede deed gelden. De kennismaking leidde onder andere tot de introductie van het schrift.

## Prehistorie
De vroeg- en middenpaleolithische mensen van het vasteland van Oost-Azië (Homo erectus en Denisovamens) hebben, voor zover bekend, de eilanden niet bereikt. Alle vondsten die een menselijke aanwezigheid op de Japanse eilanden vroeger dan 35.000 v.Chr. zouden aantonen zijn omstreden. 
Vanaf ongeveer 32.000 jaar geleden is de aanwezigheid van een paleolithische cultuur aangetoond. Rond 11.000 v.Chr. begon het holoceen, het huidige interglaciaal. Er ontstonden complexere culturen met grotere technische vaardigheden. Deze worden doorgaans met de naam Jōmon aangeduid.
De paleolithische bevolking van Japan, en de daarvan afstammende Jomon-bevolking, stamde af van de eerste migraties van de anatomisch moderne mens via Zuid-Azië en Zuidoost-Azië richting Oost-Azië en Australië. Het volk der Aino, dat tegenwoordig nog slechts op het noordelijke eiland Hokkaido leeft, lijkt af te stammen van deze paleolithische bevolking. Dit element maakt nog 10-20% van de moderne Japanse bevolking uit, de rest stamt af van latere migraties vanaf het vasteland, met name gedurende de Yayoiperiode.
Vanaf het moment dat er historische bronnen zijn overgeleverd is reeds sprake van een Japanse taal, van een typisch Japanse godsdienst en van typisch Japanse maatschappelijke structuren.

## Vroege geschiedenis

### Kofunperiode
Traditionele Japanse legendes stellen dat Japan in de 7e eeuw v.Chr. opgericht is door de voorouderlijke keizer Jimmu.
De keizers van voor de 6e eeuw (n.Chr.) worden echter meestal als legendarisch beschouwd.
Volgens Chinese bronnen was Japan oorspronkelijk een samenraapsel van vele kleine staatjes, die in de 3e eeuw door een koningin/priesteres Himiko werden verenigd.
Gedurende de 4e, 5e en 6e eeuw, werden het Chinees schrift en het boeddhisme geïntroduceerd, waarschijnlijk via het koninkrijk Paekche  in het zuidwesten van Korea. De koning van Paekche zond in 538 of 552 een Boeddhabeeld naar Japan met de woorden, dat het boeddhisme heilzaam kon zijn voor het land. Met de introductie van het Chinese schrift en het boeddhisme begon een lange periode van Chinese culturele invloed op de Japanse samenleving. De Japanners, of beter gezegd de bewoners van het Yamato-rijk, hielden al vroeg contacten met het koninkrijk Paekche.
De keizers waren in naam de heersers, maar vanaf de 6e eeuw was de eigenlijke macht gewoonlijk in het bezit van machtige hofnobelen, waarbij diverse families elk een of enkele eeuwen de macht konden vasthouden.

### Asukaperiode
In 646 werd het politieke en bestuurlijke landschap van Japan vastgelegd in de zogenaamde Taika-hervormingen. Bij deze reformatie, die overigens in werkelijkheid meer geleidelijk plaatsvond dan op papier, werd Japan omgevormd tot een centralistische staat naar Chinees model. De gehele staat werd eigendom van de keizer, en de adel, die tot dan toe Japan had bestuurd, kreeg nu hoge posten in een nieuw, uitgebreid ambtenarenapparaat. Ook werd de Japanse jaartelling ingevoerd.
Gedurende deze tijd veranderde de keizerlijke residentie voortdurend: elke keizer had een nieuwe residentie, sommige keizers hadden zelfs meerdere.

### Naraperiode
In 710 werd Nara als hoofdstad gekozen. Nara bleef hoofdstad tot 784. De tijdsspanne van 710 tot 784 wordt daarom de Naraperiode genoemd. Tijdens de Naraperiode bereikte de invloed van China zijn hoogtepunt. De keizer en de machtige hoffamilies kwamen in Nara steeds meer onder druk te staan van boeddhistische priesters. 

Van 784 tot 794 was Nagaoka-kyō de hoofdstad.

### Heianperiode
Keizer Kammu besloot de residentie nogmaals te verleggen, naar de stad Heian-kyō, het huidige Kioto. Daar ontwikkelde zich tijdens de zogenaamde Heianperiode (794-1185) een zeer verfijnde hofcultuur met een uitgesproken aristocratisch karakter. Deze cultuur bleef goeddeels beperkt tot de enkele grote steden die nu ontstonden. De kunsten, in het bijzonder de literatuur, bereikten een hoogtepunt. Tegelijkertijd lieten de keizer en zijn hofhouding de daadwerkelijke politiek meestal aan de lagere adel in de provincies over, waardoor langzamerhand steeds meer macht bij de provinciale gouverneurs kwam te liggen. Het hof verloor gaandeweg zijn greep op de economie.
Gedurende de Heianperiode ging de Japanse cultuur meer en meer haar eigen weg. Na ~850 verminderde de culturele invloed van China sterk, hoewel het prestige van alles wat Chinees was groot bleef. Veel zaken die ontleend waren aan de Chinese cultuur werden aangepast aan de Japanse voorkeuren en omstandigheden.
De machtigste familie gedurende de 10e en 11e eeuw was het geslacht van de Fujiwara. Zij beheersten het hof; de meeste keizers waren niet veel meer dan marionetten. 

Gedurende de hele Heianperiode waren het een handjevol families die de dienst uitmaakten. Afkomst en grootgrondbezit waren een noodzakelijke voorwaarde om tot de elite te behoren. De boeren waren in hoge mate overgeleverd aan hun plaatselijke landheer. De meeste boeren (kōmin) leefden in armoedige omstandigheden.
In 1072 trok keizer Go-Sanjo zich terug in een boeddhistisch klooster. Van achter de schermen bleef hij echter invloed uitoefenen op de nieuwe keizer. Op deze manier slaagde hij er in de macht van de Fujiwara-familie te breken, en na hem werd dit een vaste wijze van regeren, waarbij een formeel afgetreden keizer de daadwerkelijke macht had.
Dit betekende inderdaad het einde van de macht van de Fujiwara, maar de macht van de families uit de provincies groeide, en de hofhouding van de voormalige keizer was soms verscheurd door interne politieke spelletjes.
Twee van deze families, de Taira en de Minamoto, streden nu om de macht, en in 1160 kwamen de Taira als overwinnaars uit de strijd. Hoewel de Fujiwara formeel hun hoge post behielden, waren het de Taira die, via beïnvloeding van de keizer, nu de daadwerkelijke macht hadden. De Minamoto waren echter wel verslagen maar nog niet vernietigd, en in een verbond met de voormalige keizer Go-Shirakawa begonnen ze in 1180 een nieuwe oorlog tegen de Taira. Nu wonnen de Minamoto wel, en hun leider, Minamoto no Yoritomo kreeg de titel shōgun, van oorsprong een hoge militaire titel. Gedurende de volgende eeuwen zou het in de eerste plaats de shōgun zijn, die Japan feitelijk regeerde.

## Japanse middeleeuwen
Veel historici onderscheiden een periode die zij de Japanse middeleeuwen noemen. In deze periode domineerden de krijgers, de samoerai, de politiek. Er werd een militair bestuur gevestigd, het bakufu. De Japanse middeleeuwen begonnen aan het eind van de 12e eeuw en duurden tot halverwege de 16e eeuw.

### Kamakuraperiode
Minamoto no Yoritomo vestigde in 1192 het bakufu te Kamakura. Na de dood van Yoritomo werden ook zijn zonen shogun, maar de macht van de Minamoto was toch niet blijvend. De Minamoto moesten ook rekening blijven houden met het keizerlijk hof in Kyoto. De Hojo-familie kwam op, regerend vanuit de officiële positie van regent voor de shogun.
In 1274 en 1281 werd Japan aangevallen door de Mongolen, maar beide keren kwam een zware tyfoon de Japanners te hulp. De Japanners spreken van een kamikaze, een goddelijke wind. Uit onderzoek van de in 1981 gevonden restanten van de vloot uit 1281 blijkt echter dat de schepen slordig en haastig waren gebouwd, en dat er slecht hout was gebruikt, soms zelfs tweedehands hout. De schepen werden bovendien gemaakt in het "ingenomen" China. Door het onhaalbare aantal schepen die in een heel korte tijd gemaakt moesten worden, hebben ze veel rivierschepen gebruikt zonder een diepe zeeboeg, waardoor ze erg kwetsbaar waren in de storm.

### Muromachiperiode
In 1333, in de slag bij Kamakura, werden de Hojo uiteindelijk verslagen door de verbannen keizer Go-Daigo en een verbond van oostelijke ridderfamilies. De Ashikaga-familie nam de rol van shogun over. De Ashikaga vestigden een nieuw bakufu; hun hoofdkwartier was de wijk Muromachi in Kyoto. Keizer Go-Daigo wenste dit niet te accepteren. Hij trok weg uit Heiankyo, en betrok een eind zuidelijker een nieuwe residentie. De Ashikaga benoemden een andere keizer in Heiankyo, en enige tijd had Japan twee rivaliserende keizers, tot in 1392 de toenmalige "zuidelijke keizer" zijn claim op de troon afgaf.
Vanaf de 15e eeuw was het met de macht van de keizers zo goed als gedaan. "Het hof eet uit de hand van het bakufu." Ook de Ashikaga verloren echter hun machtspositie in de volgende eeuw, en een bloedige machtsstrijd begon. Hoogtepunt was de zogenaamde Onin-oorlog, een strijd tussen twee families om de macht in het shogunaat, die tussen 1467 en 1477 Kyoto verwoestte. Van het centrale gezag was toen vrijwel niets meer over, en diverse provinciale heersers (daimyo) streden met elkaar om de macht. De komende periode staat bekend als sengoku-jidai, de "eeuw van de strijdende provincies".

## Hereniging en Edoperiode

### Azuchi-Momoyamaperiode
Oda Nobunaga (1534-1582), daimyo van de provincie Owari begon de hereniging van Japan. Hij versloeg enkele rivalen, stichtte een verbond met een aantal andere daimyo's, in het bijzonder Tokugawa Ieyasu (1542-1616) van het aangrenzende Mikawa. In 1568 veroverde hij Kioto en dwong de shogun te vluchten. Hij slachtte de monniken-strijders van Hiei-zan af. Hij versloeg diverse andere daimyo's, maar werd in 1582 door een van zijn eigen generaals, Akechi Mitsuhide, vermoord.
Akechi werd verslagen door een andere generaal van Nobunaga, Toyotomi Hideyoshi. Hideyoshi zette Nobunaga's hereniging voort. Terwijl Nobunaga echter bruut geweld had gebruikt, betoonde Hideyoshi zich een ware diplomaat. Hij won sommige oorlogen met een simpele bedreiging, zonder dat zijn leger daadwerkelijk in actie hoefde te komen. 

Nadat geheel Japan trouw aan de keizer en zijn regent, Hideyoshi, had gezworen, zond Hideyoshi zijn legers naar Korea. Aanvankelijk verliep de veldtocht voorspoedig, maar toen zijn generaals de grens van China naderden, kregen ze de Chinezen tegenover zich; zes jaren van oorlog leverden geen duidelijke overwinning op. Na de dood van Hideyoshi, in 1598, trokken de Japanners zich terug. Doordat de clan der Toyotomi zijn vazallen niet voldoende kon belonen voor de door hen geleverde krijgsdienst in Korea, brokkelde de steun voor de clan af.

### Edoperiode
Na de dood van Hideyoshi werd Tokugawa Ieyasu de sterke man van Japan. Aan het militaire avontuur in Korea had hij niet deelgenomen. In plaats daarvan had hij zijn machtsbasis in de Kantō-regio versterkt. Zijn hoofdkwartier was zijn kasteel in Edo. In 1600 versloeg Ieyasu in de slag bij Sekigahara de aanhangers van Hideyoshi's zoon Hideyori. 

Na de dood van de laatste Ashikaga-shogun in 1603 werd Ieyasu tot shogun benoemd. Dat hij afstamde van Minamoto no Yoritomo vergemakkelijkte deze machtswisseling. Al in 1605 trad Ieyasu terug, liet zijn zoon tot shogun benoemen, doch had, in goede Japanse traditie, op de achtergrond de macht in handen. Zijn enige overgebleven tegenstander was Toyotomi Hideyori, de zoon en opvolger van Hideyoshi. Ieyasu dwong Hideyori terug naar het kasteel van Osaka, en nam dat in 1615 in.
Ieyasu beperkte de macht van de boeddhistische kloosters en de daimyo's, en de keizer en zijn hofhouding kwamen in Kioto in een soort van 'gouden gevangenschap', terwijl het hof van de shogun naar Edo (het tegenwoordige Tokio) werd verlegd. Hiermee werd de macht van de familie Tokugawa voor meer dan twee eeuwen bezegeld.

### Christendom in Japan

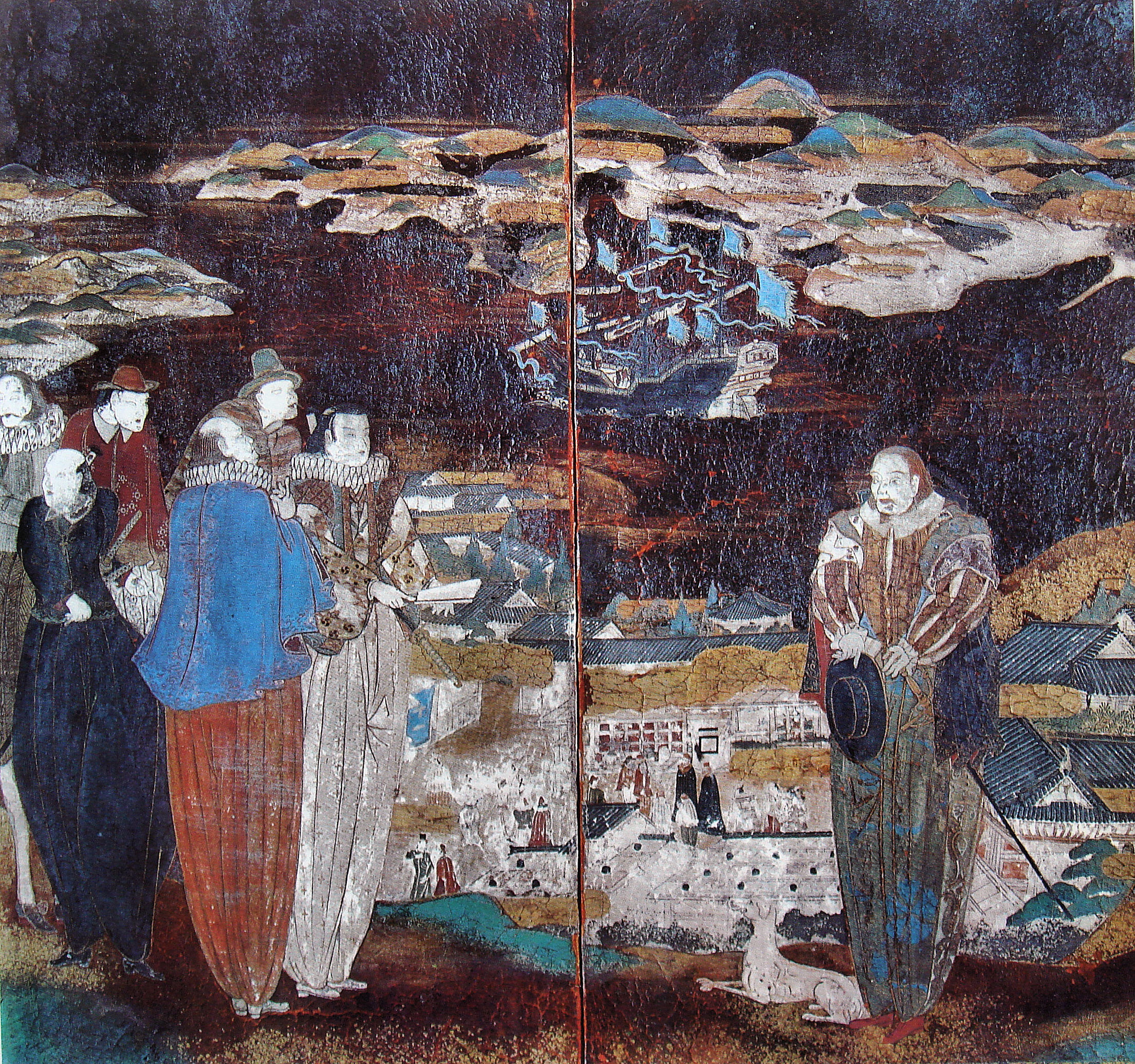
Japanse christenen in Portugese kledij

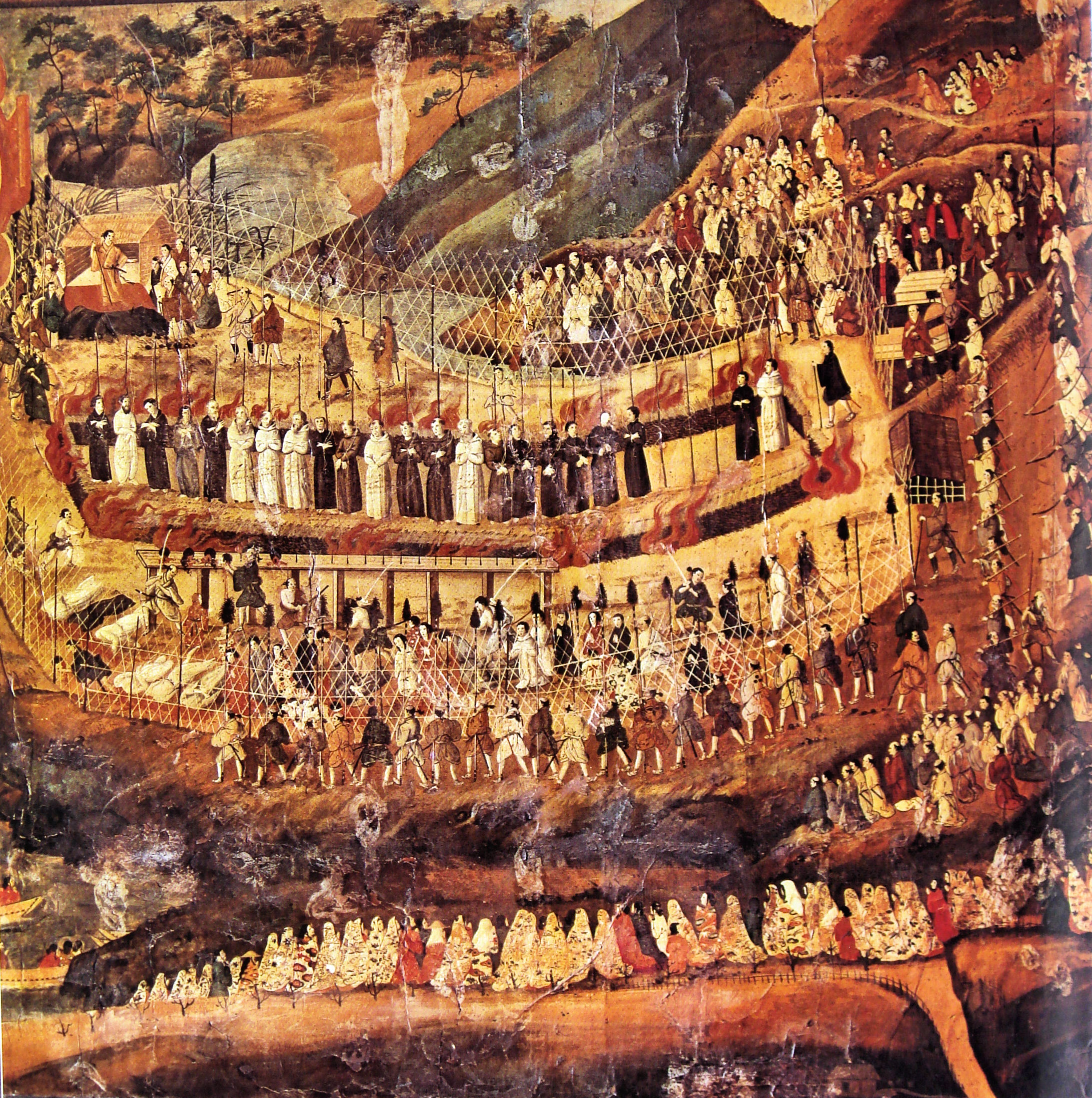
Japanse prent van de kruisigingen uit 1597

De introductie van het christendom in het land begon in het kielzog van de aankomst van de eerste Portugese schepen in Japan in 1543. In 1549 arriveerde Franciscus Xaverius met een aantal metgezellen in Kagoshima op het eiland Kyushu. Dat was de aanvang van de missie van de jezuïeten in Japan. Xaverius en zijn opvolgers wisten in enkele decennia een groot aantal bekeringen te maken. Rond 1580 zou er sprake zijn van ruim 230.000 Japanse christenen. Eind 16e eeuw, begin 17e eeuw werd de missie in Japan gezien als de belangrijkste en meest prestigieuze onderneming van de orde. 
Een aantal daimyo's ging over tot het christendom, omdat zij wilden participeren in de lucratieve handelscontacten met de Portugezen, die hen ook van vuurwapens konden voorzien. Deze daimyo's stelden grond te beschikking om bouw van kerken mogelijk te maken en gaven toestemming te prediken en te bekeren onder de bevolking van hun gebieden. De meeste nieuwe gelovigen waren het resultaat van massabekeringen. Vaak gingen uit loyaliteit met de daimyo duizenden, soms tienduizenden personen in korte periode over tot het christendom. Daimyo's die de jezuïeten wat minder welkom heetten, werden geconfronteerd met het feit dat Portugese schepen in hun havens niet of nauwelijks aanmeerden.

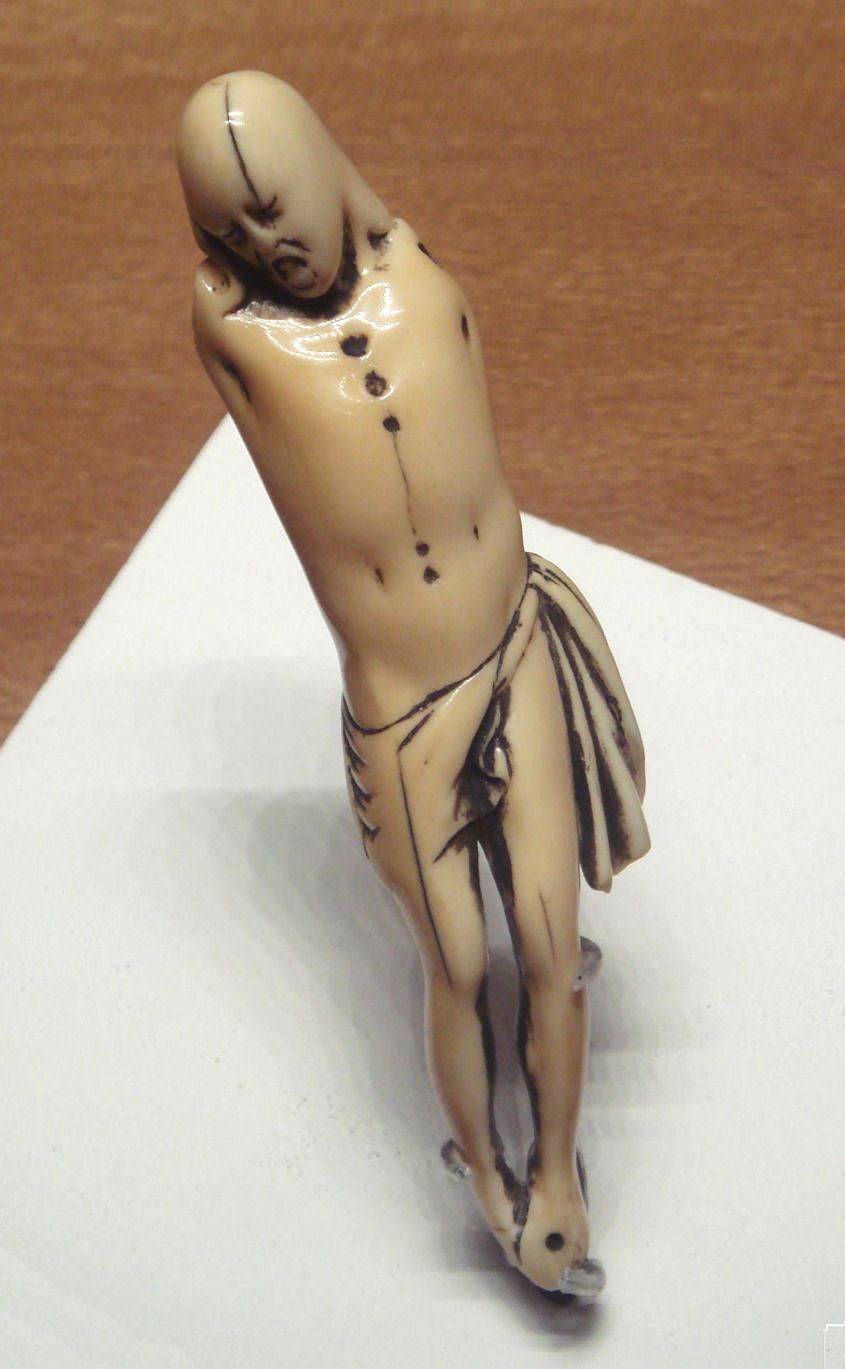
Een netsuke, een vorm van een gordelknoop met de afbeelding van Christus

Vanaf eind zestiende eeuw vonden al enige – soms ook ernstige – incidenten plaats. In 1597 werden in Nagasaki op bevel van Toyotomi Hideyoshi negen missionarissen en zeventien Japanse christenen gekruisigd. Alle missionarissen kregen het bevel het land te verlaten. In de praktijk werd die maatregel niet gehandhaafd en tot 1614 was er sprake van een relatief rustige periode. In dat jaar werd de maatregel opnieuw bevestigd en de vervolgingen kregen een meer systematisch karakter. Er waren in 1614 ongeveer 150 Europese missionarissen in het land, waarvan het grootste deel jezuïeten. Ruim 50 besloten toch te blijven en illegaal en ondergronds verder te werken en nieuwe missionarissen slaagden er steeds weer in het land binnen te komen.
In 1623 werd Tokugawa Iemitsu de derde shogun van het Tokugawa-shogunaat. Vanaf dat moment was het Japanse overheidsbeleid gericht op de vernietiging van het christendom in het land. In de eerste maanden van zijn bewind werden honderden Japanse christenen en een aantal missionarissen omgebracht. Daaronder was het grote autodafe van Edo, het huidige Tokio, waar op een dag vijftig missionarissen en Japanse christenen op de brandstapel gezet werden. In 1642 werd Japan uiteindelijk geheel van de buitenwereld afgesloten. Japanners mochten het land niet verlaten en naast Chinese en Koreaanse schepen konden alleen Nederlandse schepen via de handelspost op Dejima nog handel drijven in het land.
Na de Meiji-restauratie van 1867 werd vrijheid van godsdienst in Japan mogelijk. Het werd toen duidelijk dat ongeveer 35.000 Japanners in staat waren geweest het christelijk geloof in een of andere vorm te behouden. Zij worden aangeduid als Kakure Kirishitans , verborgen christenen. Na de vernietiging van het christendom hadden zij in het geheim hun geloof voortgezet. Na verloop van tijd werden beelden van heiligen en ook Maria getransformeerd in beelden die meer op die van boeddha's en bodhisattvas leken. Maria kreeg de verschijning van Kannon, het Japanse equivalent van Guanyin en de vrouwelijke vorm van Avalokitesvara, de bodhisattva van de compassie. Christelijke gebeden werden aangepast om op boeddhistische liederen te lijken. Bijbelverhalen en de liturgie werden alleen mondeling overgeleverd, omdat er strenge straffen stonden op het in bezit hebben van christelijke literatuur. Een deel van deze gemeenschappen verloor ook de kennis over de werkelijke achtergrond van hun handelen en hun religie werd vooral gericht op een vorm van voorouderverering, waarbij de voorouders christelijke martelaren waren.
Een meerderheid van deze verborgen christenen sloot zich na 1867 weer aan bij de Rooms-Katholieke Kerk. Een minderheid deed dat niet. Die werden Hanare Kirishitan, afgescheiden christenen, genoemd. Deze laatste groep is begin eenentwintigste eeuw vrijwel verdwenen.

## Moderne Tijd

### Meijiperiode
De Japanse politiek van isolatie duurde zo'n 200 jaar, tot 1853. De Amerikaanse commodore Matthew Perry verscheen in dat jaar met een vloot voor de Japanse kust en dwong daarmee af dat Japan zijn grenzen openstelde. In Japan ontstond de angst dat het land in handen van de koloniale mogendheden zou vallen. Ook in het binnenland waren er problemen; het verzet tegen het bakufu, het regime van de shogun, groeide. Naarmate het contact tussen enerzijds Japan en anderzijds de VS en Europa groeide, vond er meer culturele uitwisseling plaats. Zo deed Japan bijvoorbeeld mee aan de Exposition Universelle van 1867.
In 1868 werd de macht gegrepen door een revolutionaire groep, die de keizer opnieuw in het centrum van de macht wilde hebben en een snelle overname van de westerse technologie bepleitte, om zo de westerse landen weerstand te kunnen bieden. Aan het shogunaat werd een eind gemaakt. Deze actie staat bekend als de Meiji-restauratie. Het waren hoofdzakelijk samoerai uit Satsuma en Chōshū die de macht grepen. 

Het keizerlijk hof werd verplaatst naar Edo, dat werd hernoemd tot Tokio (oostelijke hoofdstad). De feodale structuren moesten wijken voor een centraal nationaal bestuur. Het beleid in deze periode was erop gericht om Japan zo snel mogelijk zowel militair als economisch te ontwikkelen en te moderniseren. Er volgden een aantal economische en sociale hervormingen: vrije beroepskeuze, afschaffing van het van China gekopieerde leenstelsel en van de privileges van de samoerai-klasse, belastingen in geld in plaats van natura, afschaffing van de lijfeigenschap van boeren, vrij grondbezit en de instelling van de dienstplicht. Er werden nieuwe ministeries opgericht, zoals het Ministerie van Onderwijs in 1871. Vanaf 1872 was het basisonderwijs voor iedereen verplicht. Daarmee was Japan het eerste land in Azië waar de bevolking volledig werd gealfabetiseerd.
Er werden in hoog tempo staatsbedrijven gecreëerd, die dan (met uitzondering van de militaire industrie), wanneer ze economisch rendabel waren, geprivatiseerd werden. Ook werd de infrastructuur uitgebouwd, er werden nationale post- en telegraafsystemen ingevoerd en buitenlandse technologie werd geïmporteerd. Vanaf ca. 1880 kwam de Japanse industrialisatie snel op gang, wat onder meer mogelijk was doordat er middelen uit de landbouw werden overgeheveld. In eerste instantie werd er vooral zijde en katoen geproduceerd. In de jaren 1880 steeg het aantal particuliere banken snel tot boven de tweehonderd. In 1902 ging de Industriële Bank van Japan open, die met name de industrie moest financieren.
In 1893 ging Japan over op de gregoriaanse kalender.
Het tempo waarin de veranderingen werden doorgevoerd lag ongekend hoog. Ook het dagelijks leven werd erdoor geraakt. Dit alles bracht een gevoel van desoriëntatie teweeg. Er was ook sprake van verzet tegen de van hogerhand opgelegde modernisering, maar dat werd met geweld onderdrukt.
In 1889 werd onder premier Hirobumi Ito een grondwet ingevoerd, gebaseerd op de Duitse grondwet, die tot de Tweede Wereldoorlog van kracht zou blijven. Er werd een nieuw leger opgebouwd, met behulp van Engelse, Franse en Duitse adviseurs.
Japan groeide in snel tempo uit tot een wereldmacht en zijn nieuwe ambities leidden tot oorlogen met China (1894-1895) en Rusland (1904-1905), waarbij het Korea (vanaf 1910 een Japanse kolonie), Taiwan en andere gebieden veroverde. Met name de overwinning op Rusland maakte indruk: voor het eerst werd een "westers" land door een "gekleurd" land verslagen (helemaal waar was dit niet, in 1896 was Italië door Ethiopië verslagen, en in de 17e eeuw hadden de Chinezen Nederland uit zijn kolonie Formosa verdreven).

### Taishoperiode
In de Eerste Wereldoorlog verklaarde Japan Duitsland direct de oorlog en nam de Duitse bezittingen in China (in Shandong) en de Stille Oceaan in bezit. Japan probeerde ook zijn invloedssfeer in China verder uit te breiden, onder meer door de Chinese regering 21 eisen voor te leggen. Voor verzoeken om troepen naar het westfront te sturen werden vernuftige excuses verzonnen. China, dat daarentegen duizenden arbeiders naar Europa had gezonden, werd onder druk gezet, waarop de geallieerden Japan terugfloten. In Versailles liet Japan zich de gebieden legitiem toewijzen. Daar stond tegenover dat Japan zitting nam in de Volkenbond.

### Showaperiode
De Shōwaperiode, letterlijk te vertalen als "periode van verlichte vrede" is een tijdsperiode, die parallel loopt aan de regeerperiode van Keizer Hirohito. De periode duurde van 25 december 1926 tot 7 januari 1989.

#### Expansionisme

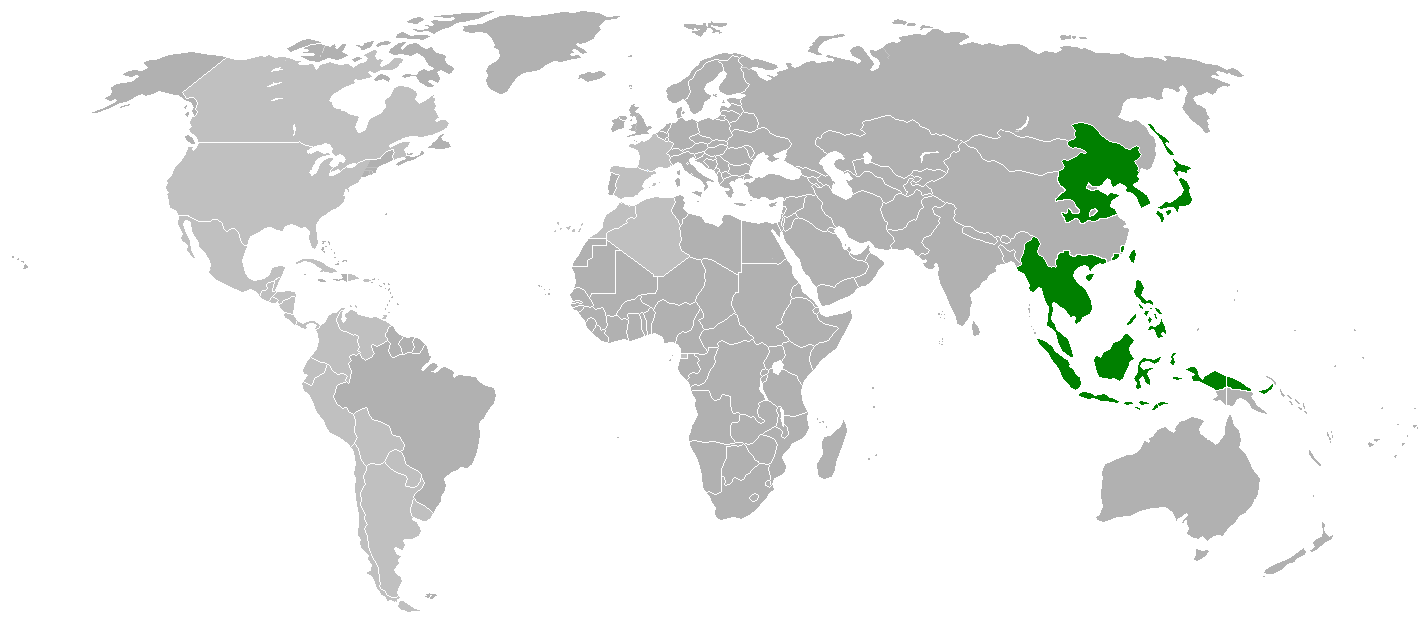
Grootste omvang van het Japanse Keizerrijk tijdens de Tweede Wereldoorlog

In de jaren 30 van de 20e eeuw was de bevolking van Japan toegenomen tot 70 miljoen. Dit was meer dan een verdubbeling ten opzichte van zeventig jaar eerder, toen de Japanse bevolking 30 miljoen was.
In de jaren 20 en begin jaren 30 leidden economische tegenvallers ertoe dat Japan terechtkwam onder een steeds groter wordende invloed van ultra-nationalistische, expansionistische militairen. De Japanse bevolking leefde op een relatief kleine oppervlakte, waarvan een groot deel uit bergen bestond. Deze bergen leverden echter geen grondstoffen. Japan wilde de hand leggen op gebieden die deze grondstoffen wel hadden, zoals China. Dit leidde tot de invasie van Mantsjoerije (en de stichting van Mantsjoekwo), en een tweede Sino-Japanse Oorlog (1937), die onderdeel werd van de Tweede Wereldoorlog. Japan behaalde overwinningen in China, maar kon het Chinese leger niet definitief verslaan. Japan veroverde onder meer Shanghai, Beijing en Nanjing. Het beging wreedheden tegen de Chinese bevolking (o.m. Het bloedbad van Nanking waarbij 300.000 Chinezen de dood vonden). In 1938 raakte Japan slaags met Mongolië en de Sovjet-Unie, maar deze landen behaalden onder generaal Zjoekov een klinkende overwinning op de Japanners.

#### Tweede Wereldoorlog
In 1940 tekende Japan met Duitsland en Italië het Driemogendhedenpact, dat wederzijdse hulp beloofde bij een eventuele aanval, en de Nieuwe Orde vastlegde. Vichy-Frankrijk werd door Japan en Duitsland gedwongen Indo-China aan Japan af te staan.
Met dit beleid wekte Japan het wantrouwen van de Verenigde Staten op, en de grootmachten kwamen op steeds gespannener voet met elkaar te staan. Een olie-embargo werd door de Amerikanen in samenwerking met Nederlands-Indië afgekondigd. De Japanse militairen waren woedend, en admiraal Yamamoto vatte het plan op om de Verenigde Staten met een machtig offensief uit de Pacific weg te vagen. Nederland en Frankrijk werden in mei en juni 1940 door nazi-Duitsland overrompeld. Hierdoor konden Nederlands-Indië en Frans Indochina (Vietnam, Laos en Cambodja) zonder veel strijd worden bezet. Het Verenigd Koninkrijk stond zwak in Azië, omdat het een zware strijd moest voeren in Europa.
Op 7 december 1941 vielen de Japanners de Amerikaanse vloot in Pearl Harbor aan, wat leidde tot de deelname van de Verenigde Staten aan de oorlog. De Filipijnen en Nederlands-Indië werden veroverd, alsmede Hongkong, Singapore, Birma, Maleisië, en verschillende Pacifische eilanden. Een belangrijk psychologisch effect had de verovering van de eilandjes Attu, Kiska en Agattu: deze Aleoeten behoorden tot Alaska en waren dus Amerikaans.

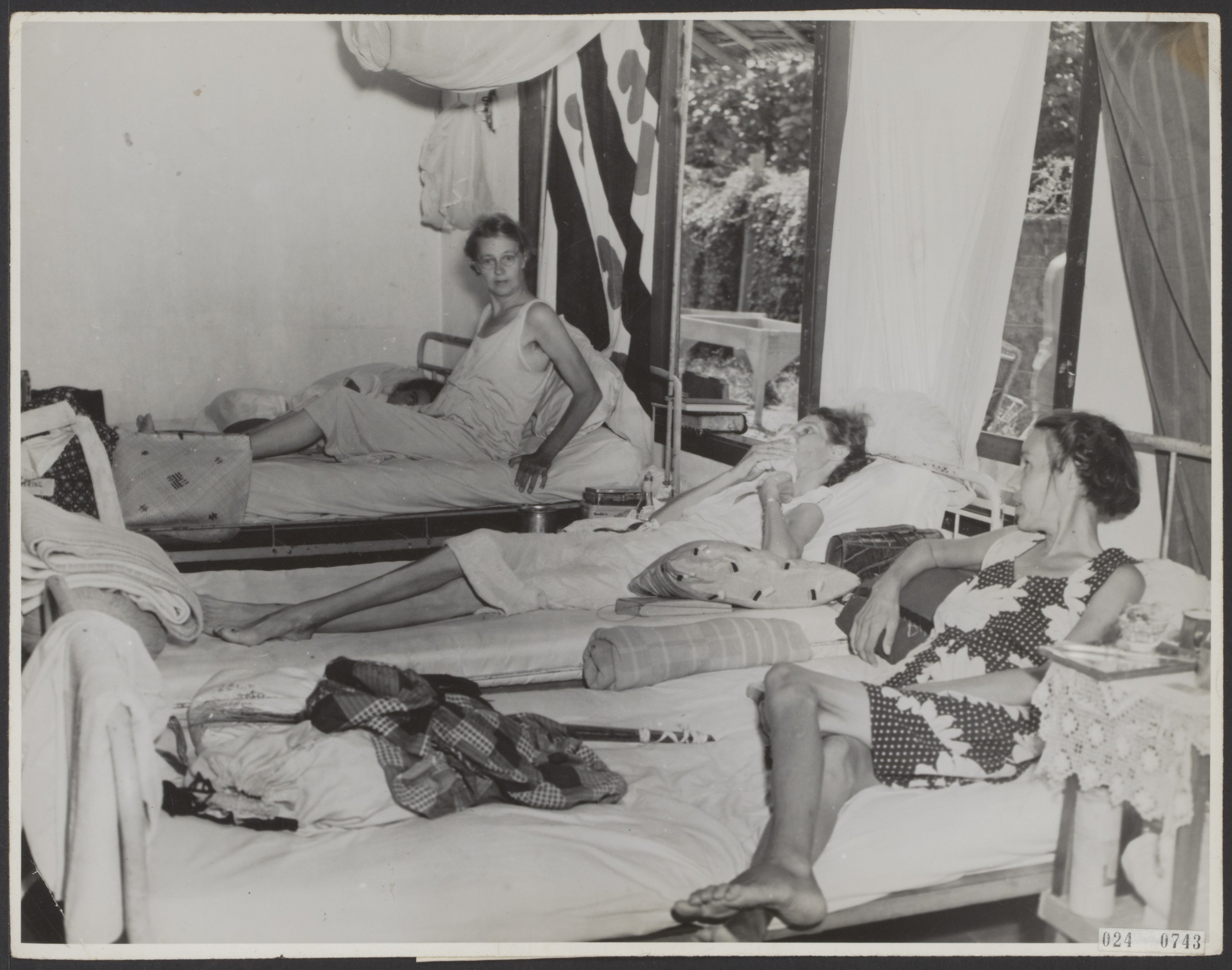
Vrouwen in kamp Tjideng, Batavia, kort na de Japanse capitulatie (oktober 1945)

In Nederlands-Indië werden veel Nederlandse burgers na de inname van dat land geïnterneerd in Jappenkampen, een soort concentratiekampen. Voor Nederlanders waren er mannenkampen, vrouwenkampen en jongenskampen. Sommige vrouwen werden tot prostitutie gedwongen door het Japanse leger, de zogenaamde troostmeisjes. Naast deze kampen voor Duitsers (en andere westerlingen) waren er ook werkkampen voor Indonesiërs ("Romusha's") en kampen voor halfbloeden. Deze kampen kostten zeer veel mensen het leven, maar de grootste wreedheden beging Japan in China, zoals het bloedbad van Nanking. Daarnaast dwongen de Japanners hun westerse en andere gevangenen tot arbeid onder uiterst harde omstandigheden, vaak aan spoorlijnen, zoals de Birmaspoorweg en Pakanbaroe-spoorweg.
Vanaf 1944 heroverden de Amerikanen beetje bij beetje de door Japan veroverde gebieden. De Japanners verwierven wel een reputatie door hun ‘fanatiek verzet’. De Sovjet-Unie zou pas op 9 augustus 1945, drie maanden na de capitulatie van Duitsland, de neutraliteit verbreken en Mantsjoerije en China binnenvallen. De oorlog eindigde in 1945 door de aanval van de Sovjet-Unie en nadat er Amerikaanse atoombommen op de steden Hiroshima en Nagasaki waren gegooid. De bom die op 6 augustus 1945 boven Hiroshima ontplofte, doodde 78.000 mensen en bracht meer dan 30.000 mensen vreselijke verwondingen toe. Op 9 augustus werden in Nagasaki 70.000 mensen gedood. Amerikaanse vliegtuigen dropten drie miljoen pamfletten boven Japan waarin het volk werd gevraagd hun keizer over te halen zich over te geven en de oorlog te beëindigen. Op 10 augustus deed Japan een verzoek tot voorwaardelijke overgave, met behoud van de keizer. De Amerikanen aanvaardden dit, ondanks hun oorspronkelijke eis tot onvoorwaardelijke overgave. De volgende dag werd de capitulatie bekendgemaakt door uitzending van een tevoren opgenomen radioboodschap van keizer Hirohito. Uiteindelijk tekende Japan op 2 september aan dek van het slagschip Missouri de overgave.
Het Japanse expansionisme heeft in de jaren '30 en '40 zo'n twintig miljoen dodelijke slachtoffers gemaakt, onder wie drie miljoen Japanners.

#### Naoorlogs Japan
Naoorlogs Japan, nu beperkt tot zijn huidige grootte, bleef onder de controle van de VS tot het in werking treden van het Vredesverdrag van San Francisco in 1952. Gedurende die periode bloeide de welvaart op de eilanden weer op dankzij een uitzonderlijk economisch herstel, als gevolg van een economische injectie door de VS, die in Japan voor vier miljard dollar aan producten kochten. In 1953 was de Japanse industriële productie verdubbeld ten opzichte van vier jaar eerder.
In 1951 sloten de VS en Japan formeel vrede. Japan was na de oorlog volledig gedemilitariseerd, maar mocht vanaf 1954 wel een troepenmacht voor zijn zelfverdediging hebben.
Tijdens de bezetting kwam er ook een nieuwe grondwet, waarbij voor de keizer nog slechts een ceremoniële taak overbleef.
De Verenigde Staten, die in 1945 op ontwapening van Japan stonden, zagen zich geconfronteerd met een communistisch China, Rusland en Noord-Korea. Japan zou in het kader van de containment-politiek als "kapitalistisch bastion" kunnen fungeren, met Taiwan, de Filipijnen, Zuid-Vietnam en Zuid-Korea. Op aandringen van de VS werd een politiemacht van 100.000 man opgericht, feitelijk gewoon een leger dat van de grondwet niet zo mocht heten. Later is de grondwet veranderd, en sprak men van een "zelfverdedigingsmacht". Japan bleef een van de meest pacifistische landen ter wereld, en wekte later in de 20e eeuw paradoxaal zelfs irritatie op omdat het weigerde aan militaire operaties deel te nemen of deze afkocht, zoals in de Golfoorlog van 1991 (chequeboekdiplomatie).
Ook na het vertrek van de Amerikanen bleef de economische groei voorlopig nog aanhouden. Rond 1960 waren er de grote en moderne ondernemingen (inclusief vakbonden en dergelijke) vs. de ouderwetse nijverheid waar de arbeidsomstandigheden nog steeds slecht waren. In de jaren 1960 nam de productie weer sterk toe en groeide Japan uit tot een economische grootmacht, met groeicijfers van 10% per jaar en meer, het Japannees economisch mirakel, dankzij de plannen van eerste minister Hayato Ikeda. Vooral de VS en Europa waren belangrijke afnemers. Nog maar 3% van de uitvoer ging naar China en Korea, terwijl dit vóór WOII een derde was geweest. 
Zoals de rest van de wereld werd Japan door de Oliecrisis van 1973 getroffen. Omdat de olieprijs vertienvoudigde, stegen ook de productiekosten. Na de oliecrises ging Japan om kosten te besparen op een milieuvriendelijkere manier produceren, met minder olieverbruik. Japan schakelde ook over op een productiemethode dat zich concentreerde op technologie.
Om het Amerikaanse handelstekort te temperen werd in 1985 het Plaza-akkoord getekend.

### Heiseiperiode
Rond 1990 begon de Japanse economie in verval te raken: grote bedrijven raakten in betalingsmoeilijkheden, waardoor banken gedwongen waren te fuseren of zelfs bankroet gingen. De Nikkei Index verloor 70% van haar waarde.
In januari 1995 werd de stad Kobe opgeschrikt door een ernstige aardbeving, die 5000 doden eiste. Later dat jaar verspreidde de sekte Aum Shinrikyo het gas sarin in de metro van Tokio. Er vielen 12 doden en 5000 gewonden. Dit was zowel voor de wereld als voor Japan een schok. Later bleek de sekte ook sarin in woonwijken te hebben verspreid, en bestonden er zelfs plannen om de keizer te vermoorden. Voor Japan was het een dubbele schok: Japan was traditioneel een van de meest gezagsgetrouwe landen.
In 1998 werd Japan opgeschrikt door een Noord-Koreaanse test met een ballistische raket. De raket vloog over Japan heen, om in de Stille Oceaan te landen. In 2005 heeft Noord-Korea bovendien toegegeven dat het kernwapens bezit, naar schatting van de Amerikanen zelfs 5 of 6. Japans grote angst is een nucleaire raketaanval uit deze hoek. Om deze reden heeft Japan zijn defensiebeleid omgegooid, en streeft naar een actievere rol van het leger. Ook werkt men samen met de VS aan een raketschild. Japan streeft ook naar een zeslandenoverleg (Japan, China, Rusland, de VS en de beide Korea's), maar Noord-Korea wil alleen met de VS praten.
In 2005 werd Japan geconfronteerd met de groeiende macht van China, Japans traditionele rivaal. Conflicten over territoriale wateren en over geschiedenisboeken die Japanse oorlogsmisdaden bagatelliseren of verzwijgen, dreigen de verhouding tussen de buren te verzieken.
Op 11 maart 2011 werd een groot gedeelte van de oostkust van Japan getroffen door een tsunami, die zelf het gevolg was van een zware zeebeving nabij de stad Sendai. Als gevolg hiervan vond de kernramp van Fukushima plaats, waarbij veel gebied radioactief besmet werd.

### Reiwaperiode
Op 1 april 2019 werd de nieuwe keizerlijke periode aangekondigd: de Reiwa-periode. Op 30 april 2019 trad de keizer Akihito af en maakte hij plaats voor zijn zoon, Naruhito.